# Immeuble Union et Prévoyance
L’immeuble Union et Prévoyance est un édifice de style Art déco édifié en 1935 par l'architecte Joseph Purnelle à Bruxelles en Belgique.

## Localisation
L'immeuble se dresse au numéro 93 de la rue Royale, à l'angle que cette rue forme avec la rue du Gouvernement provisoire, au centre-ville de Bruxelles, à environ 500 m au nord du parc de Bruxelles.

## Historique
Ce vaste immeuble de style Art déco est édifié en 1935 sur base de plans dessinés en 1934 par l'architecte Joseph Purnelle pour la Compagnie d'assurances « Union et Prévoyance »,,,,,.
En 1991-1992, l'immeuble fait l'objet d'une rénovation par le bureau d'architectes ASSAR.
L'organisme de service public Bruxelles Formation occupe ensuite l'immeuble pendant plus de quinze ans jusqu'en 2021,. L'immeuble étant devenu étroit et énergivore et ayant besoin d'une rénovation importante, Bruxelles Formation décide de déménager à la Gare maritime située sur le site de Tour et Taxis : il revend l'immeuble Union et Prévoyance en mai 2021 pour 6 725 200 € au consortium Dare2Build et Verstraete Development chargé de le rénover en profondeur,,,,.

## Statut patrimonial
L'édifice ne fait pas l'objet d'un classement au titre des monuments historiques mais il figure à l'Inventaire du patrimoine architectural de la Région de Bruxelles-Capitale sous la référence 30552.

## Architecture
L'immeuble Union et Prévoyance est un édifice de plan rectangulaire délimité par la rue Royale à l'ouest, la rue du Gouvernement provisoire au nord et l'impasse de la Bobine à l'est,.
L'édifice compte trois façades et développe cinq travées le long de la rue Royale, une triple travée d'angle, sept travées le long de la rue du Gouvernement provisoire et six le long de l'impasse de la Bobine, soit un total de dix-neuf travées,.
Le bâtiment compte sept niveaux. Le rez-de-chaussée au parement de granit, présente une grande porte d'entrée du côté de la rue Royale, et de grandes baies dont la partie supérieure est ornée de fers forgés aux motifs géométriques.
Le premier étage est orné de balcons dont la base est décorée d'une frise de dés,. Les trumeaux de cet étage sont ornés de motifs de chevron, tout comme au quatrième étage,.
Le cinquième étage est en retrait et sa travée d'angle est ornée, de part et d'autre du pan coupé, par les monogrammes « PU » et par des bas-reliefs représentant une femme du côté de la rue Royale et un homme du côté de la rue du Gouvernement provisoire,.
Le sixième et dernier étage, qui est encore plus en retrait que le cinquième, est surmonté de rambardes métalliques.

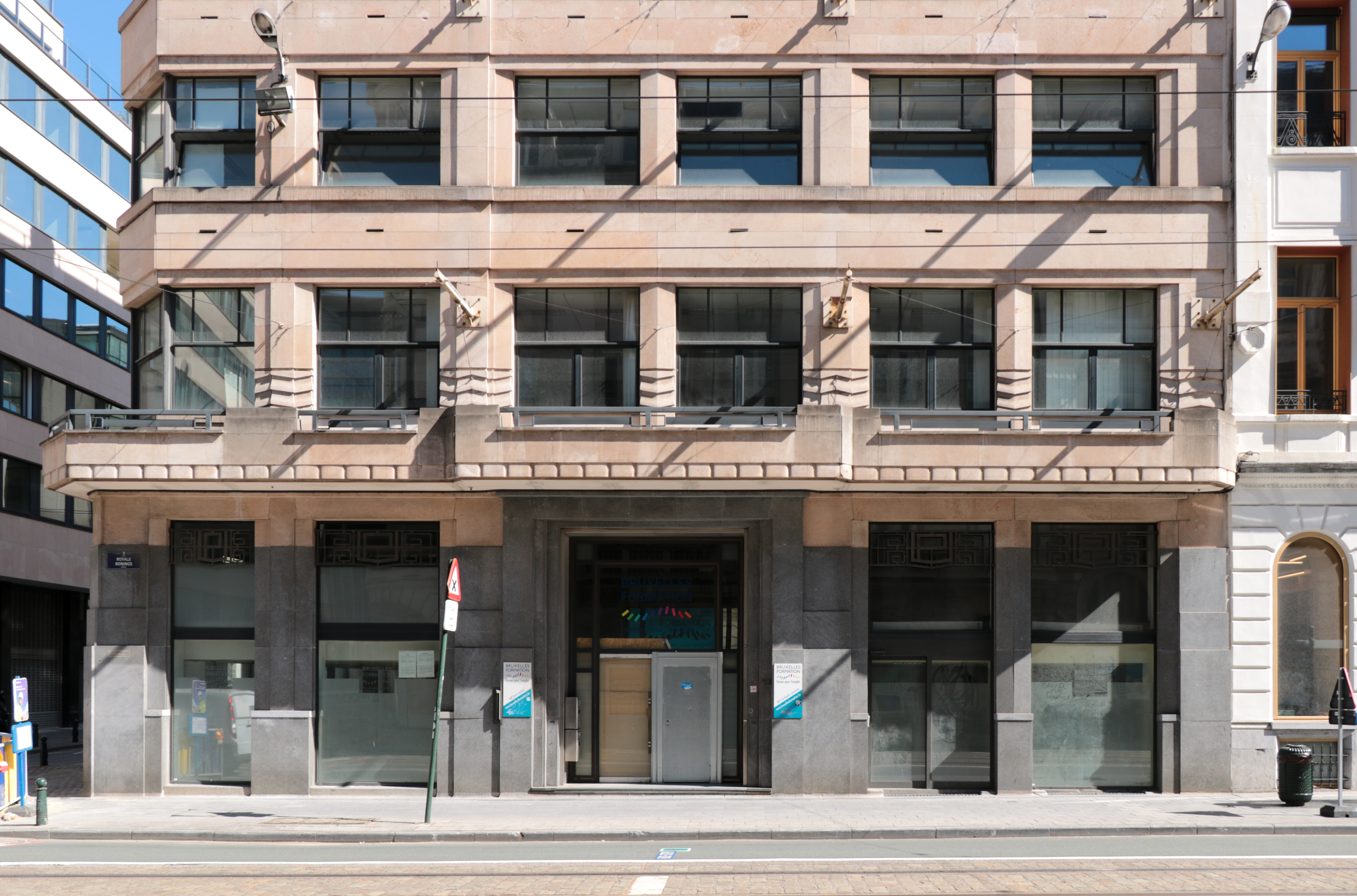
Le rez-de-chaussée et les deux premiers étages.

## Accessibilité
| ___ | Ce site est desservi par les stations de métro : Parc, Madou et Botanique. |